# Juan José Segura
Juan José Antonio Segura (Nogoyá, 21 de enero de 1923 - Paraná, 21 de noviembre de 1993) fue un historiador, profesor y escritor argentino.

## Biografía
Hijo de Carmen Cándida Segovia y Julio Quintero Segura, curso sus estudios primarios en la escuela Coronel Barcala hasta 4.º grado culminando los mismos en la escuela N.º 1 Carlos María de Alvear de Nogoyá y los secundarios en el Colegio Nacional de Nogoyá. Cursó el Profesorado de Historia en el Instituto Nacional del Profesorado Secundario de Paraná de donde egresó en 1945.
Ejerció la docencia en el Colegio Nacional Dr. Antonio Sagarna de Nogoyá y secciones anexas llegando a ocupar el cargo de vicerrector del mismo.
Fue profesor de la cátedra de Historia Argentina Contemporánea en el Instituto Nacional del Profesorado Universitario de Paraná.
Fue miembro de la Junta de Estudios Históricos de Entre Ríos, de la Junta de Historia Eclesiástica Argentina, del Instituto Argentino de Ciencias Genealógicas, de la Junta de Historia de Corrientes, de la Junta Diamantina de Estudios Históricos, de la Junta de Estudios Históricos de Paso de los Libres, y del Instituto Ramiriano de Estudios Históricos de Concepción del Uruguay.
Ha participado en innumerables congresos históricos de los cuales se destacan:
- IV Congreso Internacional de Historia de América (Buenos Aires 1966) y en él fue relator de la subcomisión "Declaraciones de Independencia" de la comisión I "Historia Política".
- Primer simposio sobre enseñanza de la Historia Argentina celebrado en Buenos Aires entre los días 20 al 22 de junio de 1968, en esta oportunidad fue nombrado Presidente de la comisión encargada de las deliberaciones correspondientes al tema "Programa".
- Asistente a las Primeras Jornadas de Historia del Litoral Argentino celebradas en Rosario 1969.
- Asistente a las Segundas Jornadas de Historia del Litoral Argentino celebradas en Paraná en el año 1971.
- Congreso de Historia Mariana, con motivo del Congreso Mariano Nacional, celebrado en Mendoza en 1980.
- VI Congreso Internacional de Historia de América efectuado en Buenos Aires del 13 al 18 de octubre de 1980.

## Publicaciones
Algunas de ellas son:
- "La tradición y la enseñanza religiosa en Entre Ríos". 1946
- "El Padre Castañeda Su programa cultural en Paraná". 1948
- Capítulos de Historia Económica de Entre Ríos en "Tellus Nº6". Paraná 1948
- "Historia de la Virgen del Carmen de Nogoyá". 1949
- "La Navidad en Entre Ríos" en "La Navidad y los pesebres en la Tradición Argentina". 1963
- "Historia Eclesiástica de Entre Ríos". 1964
- "Prisioneros Portugueses en Entre Ríos" en "Presencia", revista del Instituto Nacional del Profesorado Secundario N.º 2. 1965
- "Vizcardo y Guzmán y su Carta a los españoles americanos. La edición rioplatense de 1816 y su apéndice" en "IV Congreso Internacional de Historia de América" TOMO I. 1966
- "Episodios de la Revolución Entrerriana 1830-1831" en "Revista de Historia Americana y Argentina de la Facultad de Filosofía y Letras de la Universidad Nacional de Cuyo" N.º 11 y 12. Mendoza 1966-1967
- "La rivalidad entrerriano-porteña durante el Directorio de Pueyrredon" 1967
- "El pleito de 1836 entre los Federales del Litoral" en "Anuario del Instituto de Investigaciones Históricas" N.º 9 Rosario. 1968
- "Pascual Echagüe, Senador por Catamarca" en revista de la Junta Provincial de Estudios Históricos de Santa Fe TOMO XL. 1969
- "La Farmacia Entrerriana antes de 1890". 1973
- "Escuela y Maestros en Entre Ríos antes de 1810" en "Revista Ser" N.º 10 de Concepción del Uruguay. 1974
- "Historia de Nogoyá" TOMO I (1782-1821). 1972
- "Historia de Nogoyá" TOMO II (1821-1841). 1976
- "Historia de Nogoyá" TOMO III (1841-1870).
- "Historia de Nogoyá" TOMO IV. (1870-1900). 2003 (obra póstuma)

## Distinciones
Ha recibido innumerables premios por sus trabajos, entre los que podemos mencionar:
- "Premio Gobierno de la Provincia de Entre Ríos" por su trabajo "Capítulos para una Historia del Departamento Federación" presentado al certamen histórico-literario de las Fiestas Centenarias de Federación (1949).
- Premio del Ministerio de Educación y Justicia a la Producción Nacional (Arqueología, Etnología e Historia), trienio 1962-64. Región Mesopotámica.
- Faja de Honor concedida por la Sociedad de Historia Argentina por su trabajo "Historia Eclesiástica de Entre Ríos". Nogoyá 1964
- "Premio Provincia de Entre Ríos en el Concurso histórico sobre la vida del Coronel Tomás de Rocamora" año 1969 por su obra "Tomás de Rocamora. Fundador de Pueblos" cuyo premio consistía en la publicación de la obra.
- Fue distinguido como "Nogoyaense Ilustre" por el Honorable Consejo Deliberante de la ciudad de Nogoyá en sesión especial el 16 de julio de 1990.

## https://www.facebook.com/ProfesorJuanJoseAntonioSegura
FUENTE: Gacetilla publicada con motivo del tercer aniversario de su fallecimiento.
- Datos: Q5950524